# Washed Out
Ernest Greene (nacido el 3 de octubre de 1982), más conocido por su nombre artístico Washed Out, es un cantante-compositor y productor musical estadounidense.
El estilo de Washed Out ha sido identificado con el movimiento chillwave. Ha dicho que el hip hop influye en la forma en que escribe canciones.

## Discografía
- 2009: Life of Leisure (EP)
- 2009: High Times
- 2011: Within and Without
- 2013: Paracosm
- 2017: Mister Mellow
- 2020: Purple noon

- Datos: Q1627479
- Multimedia: Washed Out / Q1627479